# Po Binasuor
Po Binasuor (?- Hung-yên en février 1390) ou Chế Bồng Nga, Ngo-ta Ngo-che, est le roi du Royaume de Champā de la XIIe dynastie Cham. Il règne de 1360 à 1390.